# Alexandra (Île-du-Prince-Édouard)
Pour les articles homonymes, voir Alexandra.
Alexandra est une communauté dans le comté de Queens de l'Île-du-Prince-Édouard.
Le nom Alexandra vient de la reine Alexandra, l'épouse d'Édouard VII.
Alexandra est incorporée comme communauté en 1972.